# Монако еПри 2015
Монако еПри 2015 е първото еПри в Монако и Европа и седми кръг в дебютния сезон 2014/2015 на Формула Е. Провежда се на 9 май 2015 г. на пистата Монте Карло. Състезанието печели Себастиен Буеми пред Лукас ди Граси и Нелсиньо Пикет. Освен победата в състезанието, Буеми печели и квалификацията за място и става първият пилот в историята на Формула Е с това постижение. Той е и първият пилот с две победи през сезона, след като в предишните шест кръга има шест различни победители.

## Преди състезателния ден
И в този старт няма промени при пилотите в сравнение с предишния кръг в Лонг Бийч и по този начин същите пилоти застават на старта в трето поредно състезание.
С най-много гласове в гласуването на феновете за FanBoost са Салвадор Дуран, Жан-Ерик Верн и Нелсиньо Пикет.

## Свободни тренировки, квалификация и наказания
Най-бързо време в първата свободна тренировка дава Никола Прост (54.171) пред Себастиен Буеми и Шарл Пик. Най-бърз във втората тренировка е Бруно Сена (53.770), следван от Хайме Алгерсуари и Антонио Феликс да Коща. Тази тренировка е прекъсната за кратко на два пъти заради разхлабени колчета на шикана при басейна.
Най-бърза обиколка в квалификацията записва Себастиен Буеми (53.478) пред Лукас ди Граси (53.669) и Жером Д'Амброзио (53.702). След края на квалификацията Нелсиньо Пикет, който остава на четвърто място, обвинява ди Граси, че нарочно го е забавил по време на последния му опит да подобри времето си. Сесията е прекъсната за известно време след катастрофа на да Коща.
Впоследствие заради наказания настъпват размествания в стартовата решетка – Лоик Дювал, Хайме Алгерсуари и Карун Чандок са наказани с десет места заради смяна на акумулаторните батерии, а най-бързата обиколка на Ник Хайдфелд не е взета под внимание заради превишаване на енергийния лимит и така и той губи няколко позиции.

## Състезание
Състезанието започва с масова катастрофа още на първия завой. При излизането от него Никола Прост притиска Даниел Абт в стената, чиито болид спира точно пред приближаващия отзад Бруно Сена. Бразилецът няма време да реагира удря болида на Абт, вследствие на което се вдига и почти се преобръща във въздуха, но все пак се приземява на пистата на колелата си, а Сена остава невредим. В Абт се удря и Салвадор Дуран, в него - Жан-Ерик Верн (чието предно крило вече е повредено след сблъсък с Дуран малко преди това), във Верн - Скот Спийд, в Спийд - Лоик Дювал и в Дювал - Ник Хайдфелд. Сена отпада от надпреварата, а повечето от замесените в мелето имат счупено окачване и/или крила. На пистата излиза колата на сигурността, а Абт, Дуран, Дювал и Верн все пак стигат до бокса, където сменят болидите си. За смяна на повредения си болид в бокса се прибира и Витантонио Лиуци, който още преди масовата катастрафа е блъснат отзад от Хайме Алгерсуари. Алгерсуари от своя страна чупи предно окачване и отпада. По този начин още в първата обиколка състезанието приключва за двама пилоти, а други пет остават без шансове да финишират.
След рестарта на надпреварата в началото на четвъртата обиколка солоната води Буеми пред ди Граси, Д'Амброзио, Пикет, Саразен, Прост, Бърд, Трули и останалите на пистата с първите си болиди Спийд и Хайдфелд. Малко по-късно Пикет успява да се пребори за третото място, а Хайдфелд и да Коща нямат проблеми да изпреварят Спийд, чието предно крило е повредено в мелето. В 17-ата обиколка Хайдфелд опитва да задмине Трули, при което двата болида леко се докосват; да Коща се опитва да използва ситуацията и да мине покрай Хайдфелд, но и техните болиди се допират, като в резултат на двата инцидента германецът остава с повредено предно крило. Абт приключва състезанието в 19-ата обиколка. Обиколка по-късно Бърд изпреварва Прост за шестото място. Между 24-тата и 26-ата обиколка пилотите влизат в бокса за смяна на болидите, като с по-бързо спиране някои от тях успяват да спечелят по-предно класиране. След смяната Буеми успява да запази първата си позиция пред ди Граси, а след тях следват Пикет, Бърд, Д'Амброзио, Прост, Саразен, да Коща, Спийд и Пик. След Абт и останалите пилоти, сменили болидите си в първата обиколка, приключват един по един състезанието заради изчерпване на енергията, но преди да стори това Верн, ползвайки своя FanBoost, все пак успява да запише най-бързата обиколка в състезанието и да прибави две точки към актива си. До края на съснезанието Пикет прави няколко неуспешни опита да отнеме второто място от ди Граси. След края на състезанието Спийд е наказан с 33 секунди заради надвишаване на енергийния лимит и така губи осмото си място, падайки до 12-о.

## Резултати

### Квалификация
| Поз.      | №  | Пилот                  | Отбор             | Време  | Разлика | Решетка |
| --------- | -- | ---------------------- | ----------------- | ------ | ------- | ------- |
| 1         | 9  | Себастиен Буеми        | е.дамс-Рено       | 53.478 |         | 1       |
| 2         | 11 | Лукас ди Граси         | Ауди Спорт АБТ    | 53.669 | +0.191  | 2       |
| 3         | 7  | Жером Д'Амброзио       | Драгън Рейсинг    | 53.702 | +0.224  | 3       |
| 4         | 99 | Нелсиньо Пикет         | НЕКСТЕВ ТСР       | 53.712 | +0.234  | 4       |
| 5         | 6  | Лоик Дювал             | Драгън Рейсинг    | 53.804 | +0.326  | 141     |
| 6         | 66 | Даниел Абт             | Ауди Спорт АБТ    | 53.891 | +0.412  | 5       |
| 7         | 8  | Никола Прост           | е.дамс-Рено       | 53.909 | +0.431  | 6       |
| 8         | 3  | Хайме Алгерсуари       | Върджин Рейсинг   | 54.021 | +0.543  | 171     |
| 9         | 21 | Бруно Сена             | Махиндра Рейсинг  | 54.035 | +0.557  | 7       |
| 10        | 30 | Стефан Саразен         | Венчъри Гран При  | 54.133 | +0.655  | 8       |
| 11        | 77 | Салвадор Дуран         | Амлин Агури       | 54.175 | +0.697  | 9       |
| 12        | 2  | Сам Бърд               | Върджин Рейсинг   | 54.253 | +0.775  | 10      |
| 13        | 27 | Жан-Ерик Верн          | Андрети Аутоспорт | 54.260 | +0.782  | 11      |
| 14        | 10 | Ярно Трули             | Трули ГП          | 54.339 | +0.861  | 12      |
| 15        | 28 | Скот Спийд             | Андрети Аутоспорт | 54.347 | +0.869  | 13      |
| 16        | 18 | Витантонио Лиуци       | Трули ГП          | 54.462 | +0.984  | 15      |
| 17        | 23 | Ник Хайдфелд           | Венчъри Гран При  | 54.502 | +1.024  | 16      |
| 18        | 88 | Шарл Пик               | НЕКСТЕВ ТСР       | 54.652 | +1.174  | 18      |
| 19        | 5  | Карун Чандок           | Махиндра Рейсинг  | 54.858 | +1.380  | 201     |
| 20        | 55 | Антонио Феликс да Коща | Амлин Агури       | 56.938 | +3.460  | 19      |
| Източник: |    |                        |                   |        |         |         |

Бележки:
- 1 – Лоик Дювал, Хайме Алгерсуари и Карун Чандок са наказани с 10 места заради смяна на акумулаторните батерии.

### Състезание
| Поз.      | №  | Пилот                  | Отбор             | Обиколки | Време/Отпадане    | Място | Точки |
| --------- | -- | ---------------------- | ----------------- | -------- | ----------------- | ----- | ----- |
| 1         | 9  | Себастиен Буеми        | е.дамс-Рено       | 47       | 48:05.225         | = 0   | 281   |
| 2         | 11 | Лукас ди Граси         | Ауди Спорт АБТ    | 47       | +2.154            | = 0   | 18    |
| 3         | 99 | Нелсиньо Пикет         | НЕКСТЕВ ТСР       | 47       | +4.634            | 01    | 15    |
| 4         | 2  | Сам Бърд               | Върджин Рейсинг   | 47       | +4.801            | 08    | 12    |
| 5         | 7  | Жером Д'Амброзио       | Драгън Рейсинг    | 47       | +5.881            | 02    | 10    |
| 6         | 8  | Никола Прост           | е.дамс-Рено       | 47       | +11.032           | 01    | 8     |
| 7         | 30 | Стефан Саразен         | Венчъри Гран При  | 47       | +26.472           | 03    | 6     |
| 8         | 88 | Шарл Пик               | НЕКСТЕВ ТСР       | 47       | +49.538           | 10    | 4     |
| 9         | 55 | Антонио Феликс да Коща | Амлин Агури       | 47       | +52.658           | 11    | 2     |
| 10        | 23 | Ник Хайдфелд           | Венчъри Гран При  | 47       | +52.936           | 07    | 1     |
| 11        | 10 | Ярно Трули             | Трули ГП          | 47       | +58.984           | 03    |       |
| 12        | 28 | Скот Спийд             | Андрети Аутоспорт | 47       | +1:14.1383        | 03    |       |
| 13        | 5  | Карун Чандок           | Махиндра Рейсинг  | 46       | +1 обиколка       | 06    |       |
| Отп       | 18 | Витантонио Лиуци       | Трули ГП          | 36       | Изчерпана енергия | 02    |       |
| Отп       | 27 | Жан-Ерик Верн          | Андрети Аутоспорт | 33       | Изчерпана енергия | 02    | 2     |
| Отп       | 77 | Салвадор Дуран         | Амлин Агури       | 28       | Изчерпана енергия | 05    |       |
| Отп       | 6  | Лоик Дювал             | Драгън Рейсинг    | 24       | Изчерпана енергия | 12    |       |
| Отп       | 66 | Даниел Абт             | Ауди Спорт АБТ    | 14       | Изчерпана енергия | 12    |       |
| Отп       | 3  | Хайме Алгерсуари       | Върджин Рейсинг   | 0        | Катастрофа        | 11    |       |
| Отп       | 21 | Бруно Сена             | Махиндра Рейсинг  | 0        | Катастрофа        | 11    |       |
| Източник: |    |                        |                   |          |                   |       |       |

Бележки:
- 1 – Три точки за първо място в квалификациите.
- 2 – Две точки за най-бърза обиколка.
- 3 – Скот Спийд е наказан с 33 секунди заради превишаване на енергийния лимит.

## Класиране след състезанието
| Поз | Пилот           | Точки |
| --- | --------------- | ----- |
| 1   | Лукас ди Граси  | 93    |
| 2   | Нелсиньо Пикет  | 89    |
| 3   | Себастиен Буеми | 83    |
| 4   | Никола Прост    | 77    |
| 5   | Сам Бърд        | 64    |

| Поз | Конструктор       | Точки |
| --- | ----------------- | ----- |
| 1   | е.дамс-Рено       | 160   |
| 2   | Ауди Спорт АБТ    | 115   |
| 3   | Върджин Рейсинг   | 94    |
| 4   | НЕКСТЕВ ТСР       | 93    |
| 5   | Андрети Аутоспорт | 82    |